# Casco coloniale

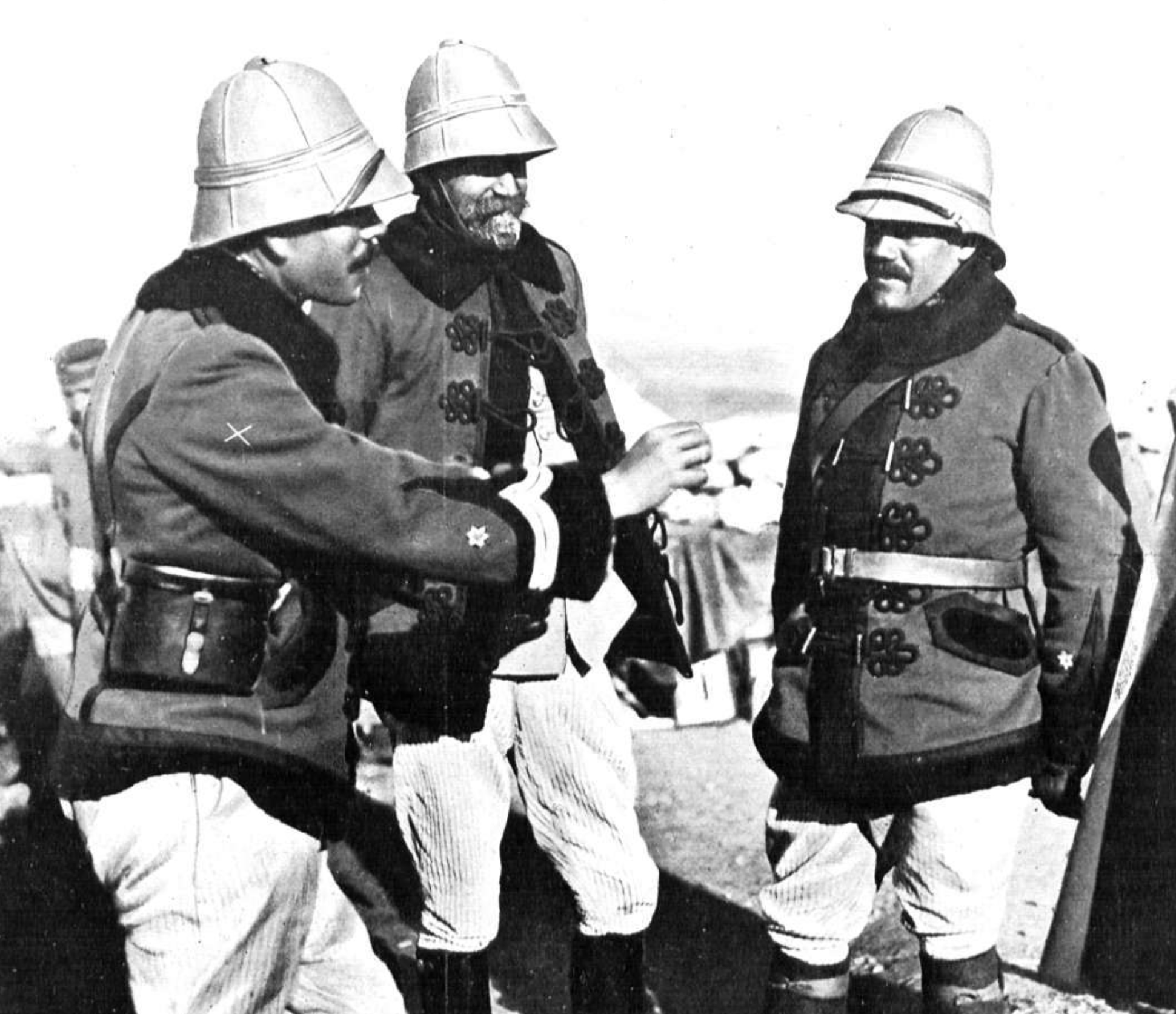
Ufficiali spagnoli con i caschi coloniali nel Marocco spagnolo nel 1912

Il casco, caschetto o elmetto coloniale o  elmetto tropicale è un particolare tipo di copricapo, in varie fogge e materiali, in uso principalmente presso gli eserciti coloniali delle potenze europee a partire dalla seconda metà del XIX secolo, destinato a proteggere principalmente dall'irradiazione solare.

## Descrizione
Il suo utilizzo anche quale protezione (limitata) da corpi contundenti o armi bianche è divenuto possibile solo in "rivisitazioni" molto più recenti dei modelli storici, di cui hanno mantenuto solo le forme. Pertanto soprattutto nella lingua italiana è prevalso l'uso del termine "casco coloniale" anziché elmetto (concettualmente associato a protezioni d'acciaio o materiali comunque molto resistenti). Ciò a differenza dell'inglese, ove le espressioni "tropical helmet"  e soprattutto "pith helmet" (letteralmente "elmetto di midollo"), e anche "sola topee" (dall'indiano) indicano il copricapo coloniale per eccellenza. Ciò in quanto sin dai primi modelli ispirati al copricapo filippino salakót, nati all'intorno del 1840, venne realizzato col midollo (la parte midollare di tronchi arborei a bassa densità) per motivi di leggerezza ed isolamento termico.

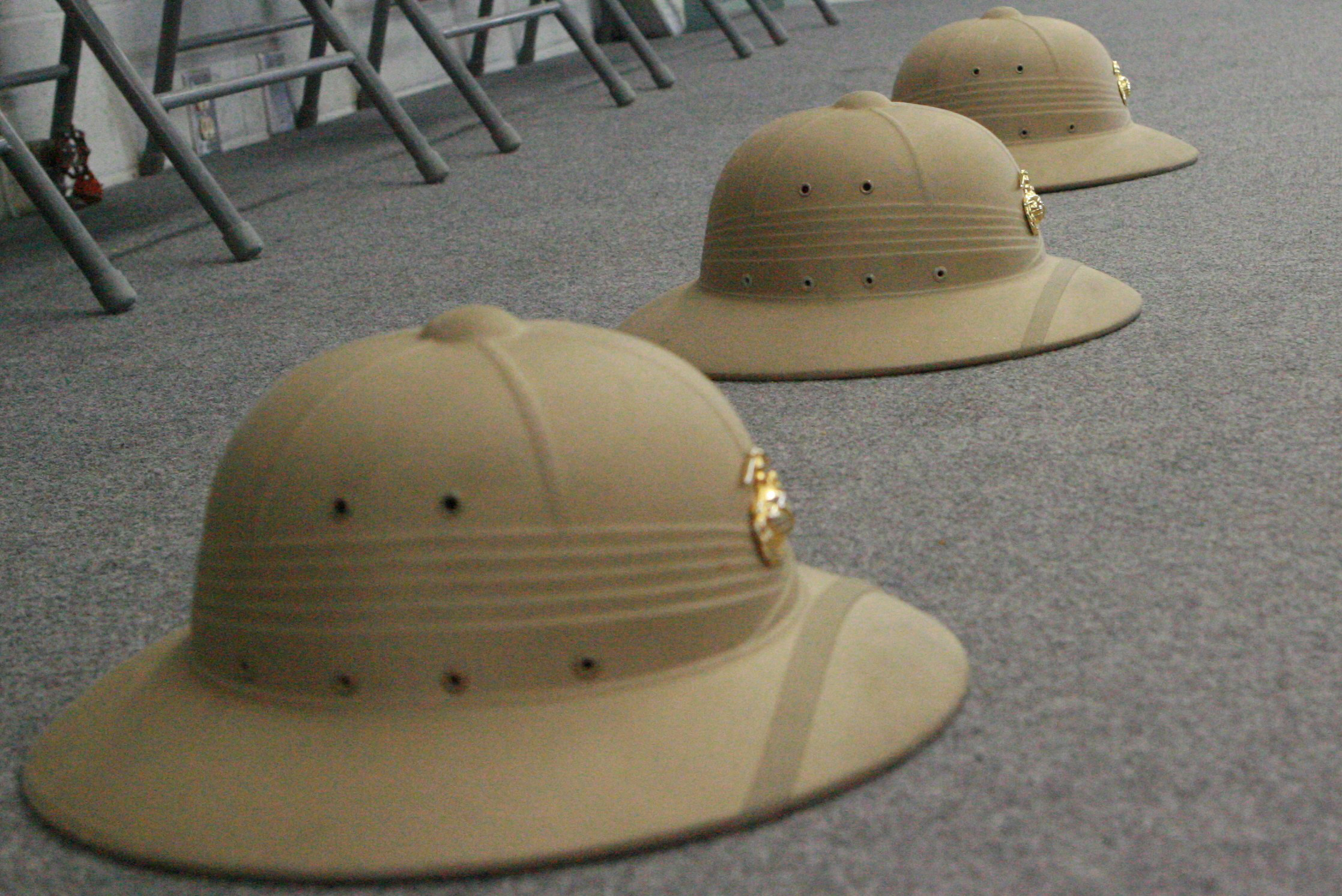
Caschi coloniali in resina dei Marines degli Stati Uniti, ove la tradizionale fascia, il puggaree, è sostituita dalla sua stilizzazione mediante nervature stampate

Questa denominazione inglese non indica perciò un modello specifico, essendo rimasta immutata anche nei casi in cui, successivamente, è stato prodotto spesso in sughero, o in feltro pressato, o in strati di carta incollati e rivestiti di altri materiali, o in fibra sintetica compressa, o mediante l'accoppiamento di materiali diversi e nelle fogge più svariate. I paesi di lingua spagnola e francese hanno mantenuto nella fonetica il nome originario filippino (Salacot) per indicare il casco coloniale per antonomasia; in particolare in francese è precisato che la "t" finale debba essere chiaramente pronunciata, diversamente da quanto avverrebbe nel francese comune.
Nelle sue forme ottocentesche, a pan di zucchero con visiera e paranuca molto spioventi, comuni anche ai modelli coevi francesi, tedeschi e italiani, il casco coloniale è stato un simbolo del colonialismo europeo in genere ma soprattutto dell'Impero britannico, benché è quasi certo si ispiri al Pickelhaube germanico, in particolare nelle versioni con chiodo sommitale, ancora oggi tipica dei caschi per reparti di rappresentanza.
Nel British Army il casco era corredato per gli ufficiali da una fascia con numerose pieghe nel senso della lunghezza, ispirata al turbante Pugaree (da cui il nome dell'accessorio), che in alcuni casi era funzionale e si poteva svolgere ad ulteriore protezione dal sole o dagli insetti, quale zanzariera, se tessuta a trama molto rada, tipo tarlatana.
Negli anni antecedenti la prima guerra mondiale il casco ormai tradizionale fu sostituito, nei reparti inglesi e non solo, anzitutto da modelli tipo Aden a calotta piatta, che a loro volta furono quasi subito adottati dagli alti gradi militari e funzionari civili delle altre potenze neocoloniali come l'Italia. In seguito questo modello convisse con le più recenti versioni del Wolseley Pattern Sun Helmet, con calotta alta quasi come i modelli ottocenteschi ma tesa meno spiovente e più larga soprattutto sul retro, che resterà in servizio sino alla fine della seconda guerra mondiale e che in parte ispirò il modello 1928-1936 italiano.
Dagli anni '40 ai '60 del XX secolo conobbe ampia diffusione, sia presso i militari sia per uso civile una versione di spessore alleggerito dell'Aden a calotta piatta privata dell'areatore sommitale, sostituito da un passante tessile per l'estremità esterna del soggolo. Di tale versione si è reperita anche una versione priva anche di areatori laterali.
Nell'Italia del dopoguerra il casco coloniale, opportunamente rinforzato da un rivestimento esterno sintetico, è  rimasto a lungo in auge quale copricapo  della polizia urbana di molte città, in fogge molto diverse, analoga ad esempio al modello tradizionale francese nella Roma degli anni 50 e 60, e simile invece alle versioni ottocentesche in molte altre città del Centro e del Nord, con variazioni nel colore e nella sommità della cupola coronata da crestino o da areatore a calotta. 
Per la loro realizzazione furono inizialmente utilizzate le scorte di magazzino di storici sugherifici produttori dei caschi coloniali d'ordinanza.
In Francia e suoi possedimenti d'oltre mare, ove il casco per le polizie coloniali ebbe vita lunga, si adottò anche una variante in resina rinforzata per le truppe antisommossa, utilizzato soprattutto in Nord Africa.
Nelle forze armate e di polizia del Commonwealth il casco coloniale nella foggia Wolseley pattern sopravvive soprattutto quale copricapo d'alta uniforme, nelle versioni col puntale sommitale e, talvolta completato dal puggaree indipendentemente dal grado di chi lo indossa. Il puntale apicale distingue anche il casco da parata della Thailandia, che però nella forma complessiva ha mantenuto le stesse linee dei caschi coloniali degli antichi dominatori francesi.